# Вирудунагар (округ)
Вирудунагар (англ. Virudhunagar, прежнее название — Камараджар, англ. Kamarajar) — округ в индийском штате Тамилнад. Образован в 1980 году из части территории округа Раманатхапурам. Административный центр — город Вирудунагар. Площадь округа — 4283 км². По данным всеиндийской переписи 2001 года население округа составляло 1 751 301 человек. Уровень грамотности взрослого населения составлял 73,7 %, что выше среднеиндийского уровня (59,5 %). Доля городского населения составляла 44,4 %.